# Корти, Альфонсо Джакомо Гаспаре
Маркус Альфонсо Джакомо Гаспаре Корти (итал. Marquis Alfonso Giacomo Gaspare Corti; 22 июня 1822, Гамбарана, Италия, — 2 октября 1876, Корвино-Сан-Квирико, Италия) — итальянский гистолог.

## Биография
Учился в Вене. Проводил микроскопические исследования слухового аппарата млекопитающих в 1849—51 годах в лаборатории Кёлликер (нем. Koelliker), Вюрцбург (Германия). Разработал новую методику окрашивания образцов, которая позволила ему рассмотреть и описать отдельные, не известные ранее компоненты внутри очень сложной ушной улитки.
Приобрёл всемирную известность в среде науки благодаря открытию в 1851 году названного в его честь Кортиевого органа — части слухового аппарата, представленной чувствительным эпителием в стенке улитки.

## Публикации
- «Recherches sur l’organe de l’ouie des mammifères», 1851;
- «Beitrag zur Anatomie der Retina», 1850;
- «Histologische Untersuchungen, angestellt an einem Elephanten», 1854.